# Пеньковское (озеро, Псковская область)
Пеньковское — озеро в Пожеревицкой волости Дедовичского района Псковской области. Расположено на Судомской возвышенности.
Площадь — 0,9 км² (87,5 га). Максимальная глубина — 18,0 м, средняя глубина — 6,8 м. Самое глубокое озеро волости и района.
На южном берегу озера расположена деревня Пеньково. Северо-восточнее, в 8 км, находится деревня Вышегород.
Сточное. Относится к бассейну рек Уза и Судома, обе впадающие в Шелонь.
Тип озера лещево-уклейный. Массовые виды рыб: лещ, щука, окунь, плотва, уклея, красноперка, густера, ерш, линь, карась, налим, вьюн, пескарь, щиповка, голец, бычок-подкаменщик; раки (низкопродуктивное).
Для озера характерны: отлогие и низкие, частично заболоченные, берега, лес, луга; в профундали — ил, литораль — песок, камни, заиленный песок, небольшие сплавины, коряги.